# Nuglerus insignis
Nuglerus insignis är en insektsart som beskrevs av Banks 1939. Nuglerus insignis ingår i släktet Nuglerus och familjen myrlejonsländor. Inga underarter finns listade i Catalogue of Life.